# El hombre de moda
El hombre de moda es una película española de 1980 que supuso el largometraje de debut del director Fernando Méndez-Leite, que la calificó como "comedia de los sentimientos". El guion lo coescribió con Manolo Matji. Fue producida por una cooperativa formada por el director, los técnicos y actores de la película.

## Argumento
Pedro Liniers trabaja como profesor de literatura en un instituto femenino, con una gran agudez para analizar textos literarios pero incapaz de relacionarse con los otros. Después de ser abandonado por su mujer vuelve a Madrid para trabajar a su escuela gracias a su amigo y director, Bruno Baena. Allí conoce a Aurora Villalba, una refugiada de la dictadura militar argentina con una concepción especial de como vivir la vida, y que será una asidua de sus clases.

## Reparto
- Xabier Elorriaga ...	Pedro Liniers
- Marilina Ross	...	Aurora Villalba
- Maite Blasco	...	Berta
- Walter Vidarte	...	Jorge Vázquez
- Isabel Mestres	...	Elena
- Carmen Maura	...	Carmen
- Alicia Sánchez	...	Maite
- Francisco Merino ...	Bruno
- Luis Politti	...	Víctor
- Pep Munné	...	Mario
- Antonio Drove	...	Carvajal
- Isabel Luque	...	Teresa
- Eduardo Calvo	...	Padre de Pedro

## Recepción
Fue estrenada en eFestival Internacional de Cine de San Sebastián 1980, en el que formaba parte de la selección oficial, y també a la Seminci de ese mismo año.